# ヨーグルト

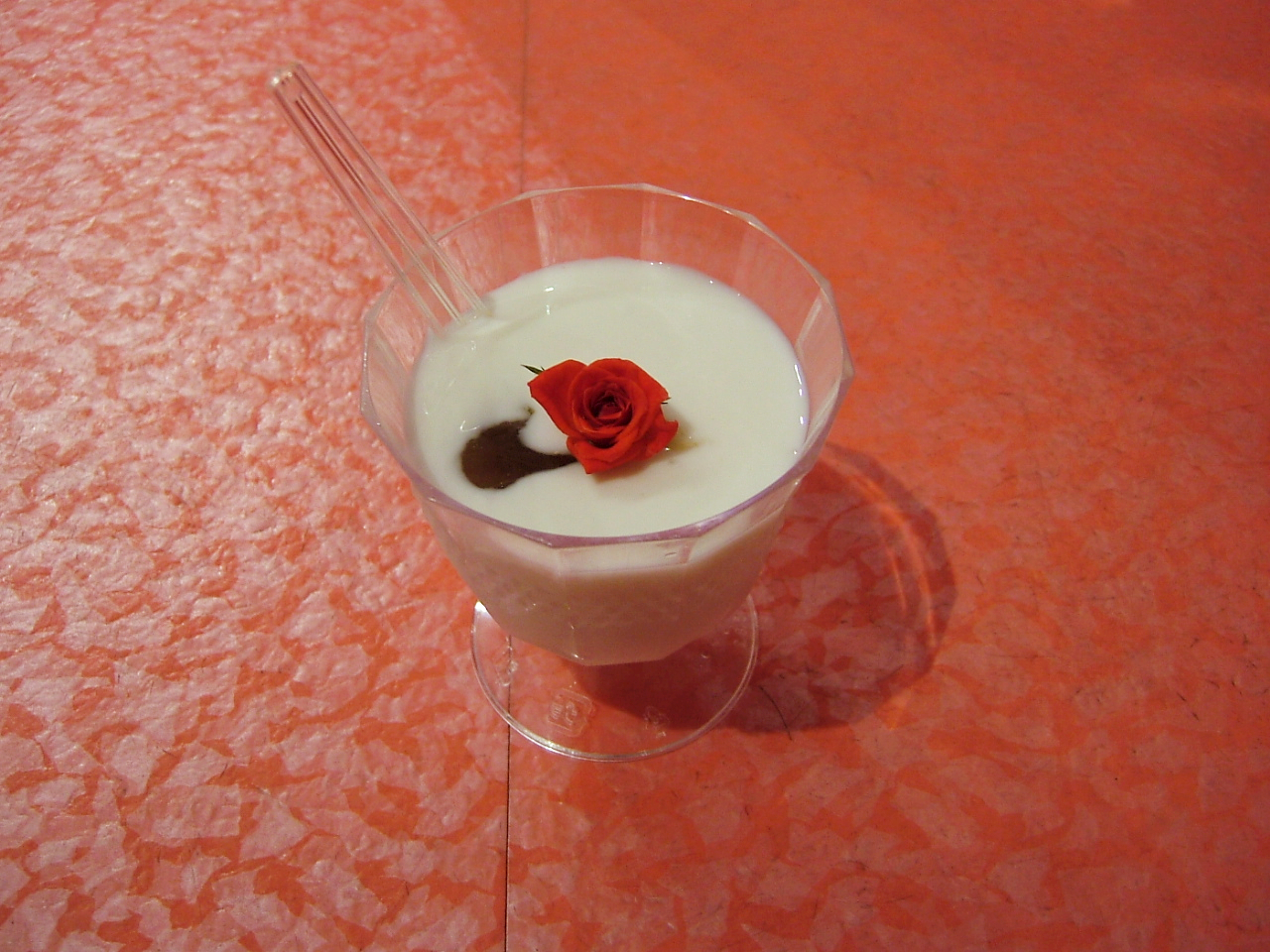
ヨーグルト（薔薇を浮かべたもの。2005年愛知万博のブルガリア館のヨーグルト）

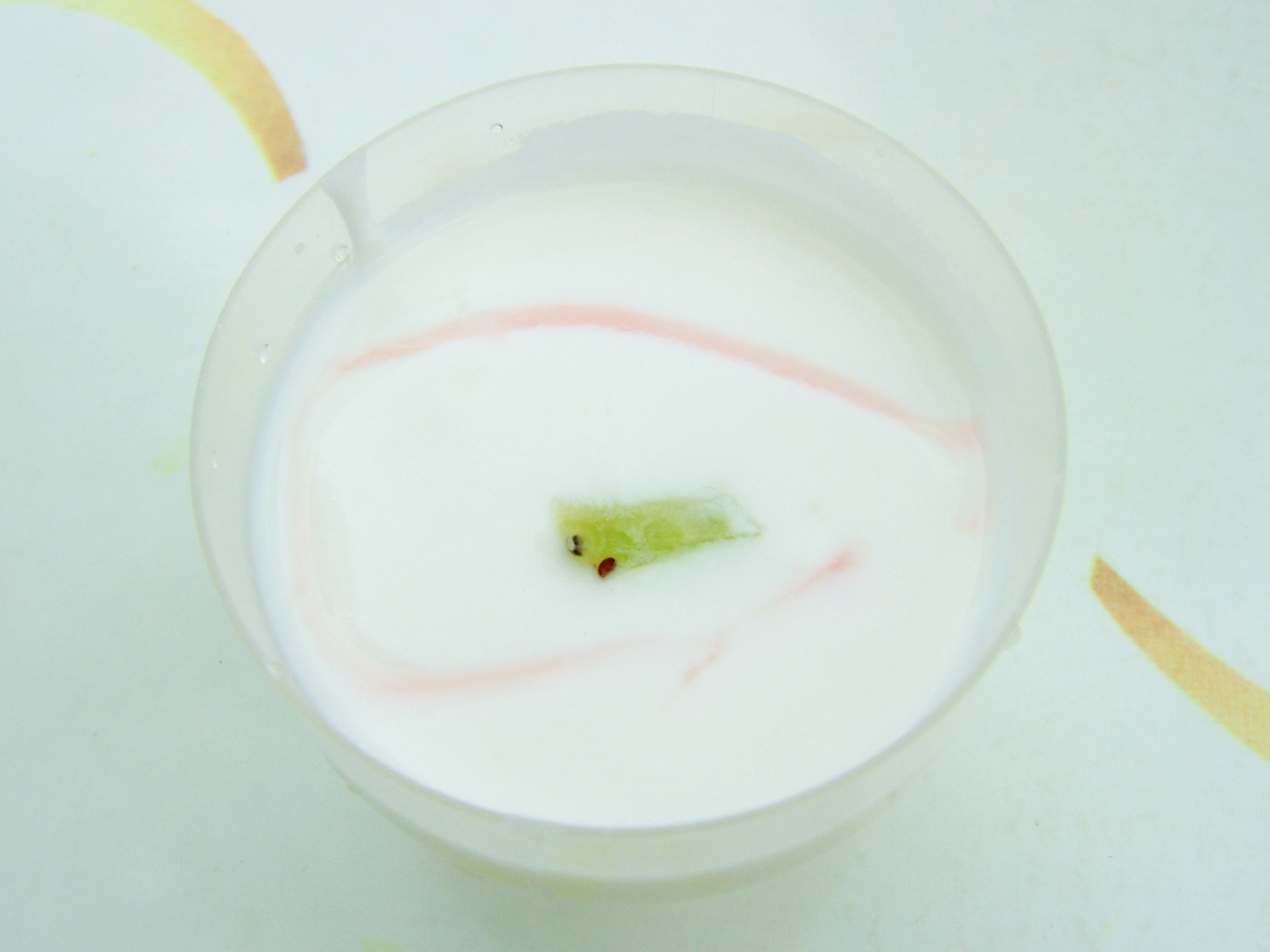
2005年愛知万博のコーカサス共同館のヨーグルト

ヨーグルト（トルコ語: yoğurt、ブルガリア語: Кисело мляко、ドイツ語: Joghurt、英語: yoghurt,yogurt）は、乳に乳酸菌や酵母を混ぜて発酵させて作る発酵食品のひとつ。乳原料を搾乳し利用する動物は専用のウシ（乳牛）だけでなく、水牛、山羊、羊、馬、ラクダなどの乳分泌量が比較的多く、搾乳が行いやすい温和な草食動物が利用される。
ヨーグルトに溜まる上澄み液は乳清（英語ではwhey〈ホエイ〉）という。

## ヨーグルトの定義
FAOとWHOによって定められたヨーグルトの厳密な定義によると、「ヨーグルトとは乳及び乳酸菌を原料とし、ブルガリア株（Lactobacillus bulgaricus）とサーモフィルス株（Streptococcus thermophilus）が大量に存在し、その発酵作用で作られた物」と定められている。
日本において乳等省令では「発酵乳」（乳等省令2条39項）のことである。

## 歴史
ヨーグルトの起源はヨーロッパ、アジア、中近東にかけての様々な説があり、およそ7000年前とされる。生乳の入った容器に環境常在菌である乳酸菌が偶然入り込んだのがはじまりと考えられている。
気温の高い地方では、生乳のままだと腐りやすいが、乳酸菌で乳を発酵させると保存性がよくなる。イランなどでは乳を醗酵させた後で乳脂肪分を分離し、バターを得ることも行われていた。

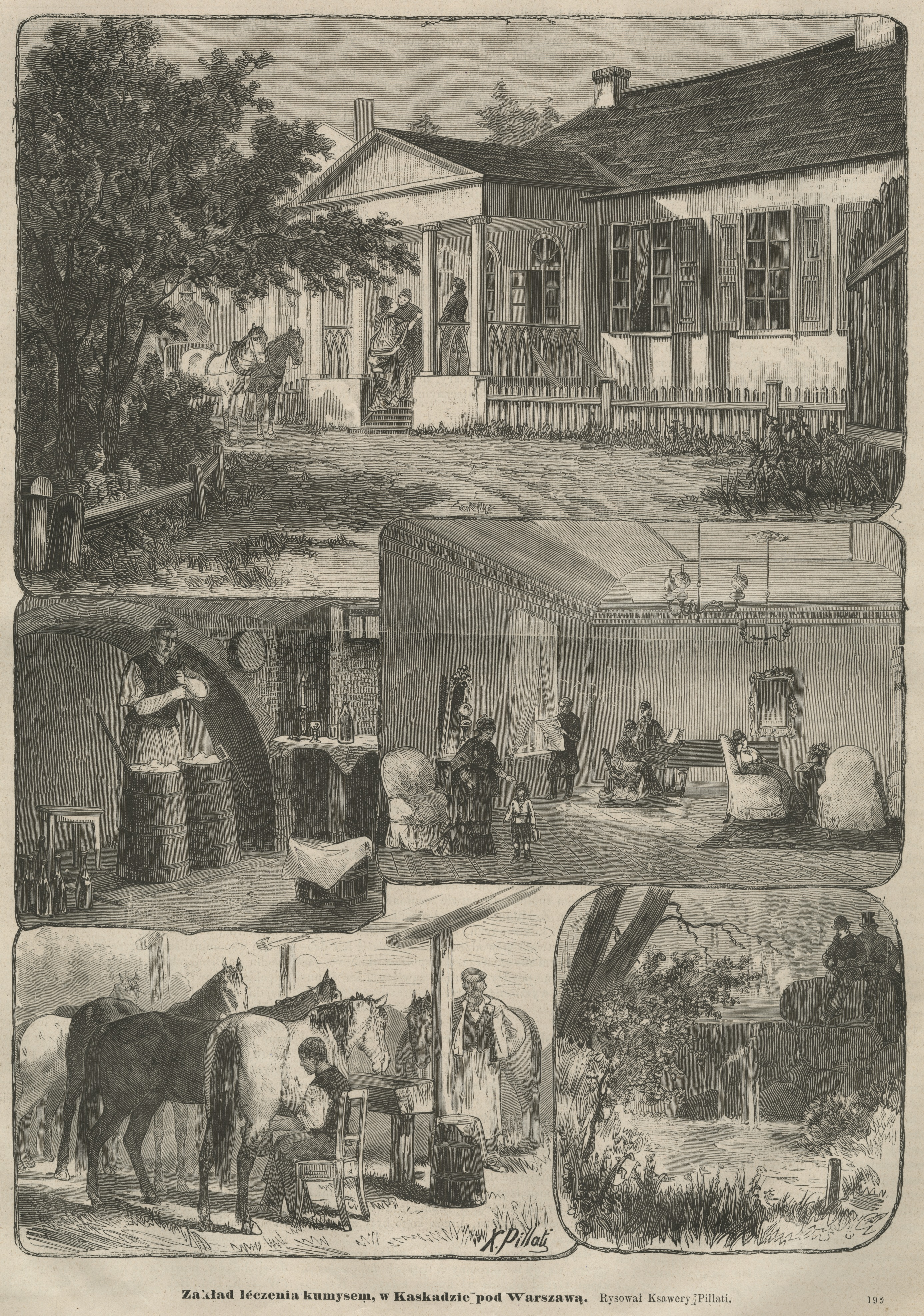
ワルシャワの発酵乳の工場を描いた版画
発酵中の乳を攪拌する様子が描かれている

ヨーグルトに相当する食品は世界各国に存在し、それぞれの国でさまざまな名称を持つ。欧米や日本において用いられる「ヨーグルト」という言葉は、トルコ語でヨーグルトを意味する「ヨウルト（yoğurt）」に由来する。ヨウルトは「攪拌すること」を意味する動詞yoğurmakの派生語で、トルコにおけるヨーグルトの製法を反映している。
イリヤ・メチニコフ（微生物学者：ノーベル生理学・医学賞 1908年受賞）がブルガリア（当時はロシア領だが直前までオスマン帝国領）を訪れた際に、ブルガリア人が長寿で有ることを発見し、その原因を現地の伝統食品であるヨーグルトであるとし、『ヨーグルト不老長寿説』を発表した事によって広まった。なお、日本語のヨーグルトという呼称は直接にはドイツ語のJoghurtを由来とする。

## 人体への効果
乳酸菌は通常、腸内細菌として棲息しているが、ヨーグルトの乳酸菌は、腸内定着することはできない。ただし、その代謝物などが腸内のウェルシュ菌(Clostridium)などを減少させ、Bifidobactoriumなどの在来乳酸菌を増殖させるという整腸作用をもつ。結果として、腸内細菌叢中のウェルシュ菌などの比率の低下と産生される物質を減少させ、腸管免疫系を活性化させるとされている。乳酸菌の耐酸性には差違がありヨーグルトでよく利用されている「ブルガリア株」は胃酸で不活化（死滅）する。また、生存し胃を通過したとしても小腸内で胆汁酸により不活化（死滅）するため大腸内に定着はしないが、その菌体や代謝産物が腸内で有効に働くとされる。一方、ビフィズス菌もヨーグルトで利用されるが、胃酸、胆汁酸で不活化（死滅）せず、大腸内で定着する性質を有する。定常的に摂食することで乳清由来乳酸による腸内環境が弱酸性（pH5.3から）化し、糞便菌叢の胆汁酸（弱アルカリ：pH8.2から）に耐性があるクロストリジウム属(Clostridium)株の生育を減少させ、腐敗産物（アンモニア、フェノール、p-クレゾール、インドール、スカトールなど）生成量を低減させると報告されているが、詳細メカニズムは解明されていない。
「免疫力を高める」「アレルギーが治る」などの宣伝文句が使われるが、ヒトを対象にした臨床試験では支持する結果が得られていないとする指摘もある。
乳中の水溶性ビタミンは乳源動物の血中濃度にほぼ依存し変化するが、牛乳にビタミンCがほとんど含まれていないのは、ウシなどの動物は自らビタミンCを合成できるので摂取する必要がないためである。乳酸菌は発酵の際にビタミンCも生成し、発酵前の生乳等のビタミンCよりも濃度が高くなる。このため、ヨーグルトには若干のビタミンCが含まれている。
ヨーグルトが形成される過程で、乳酸菌の働きによりラクトースの一部がグルコースとガラクトースに分解されるため、乳糖不耐症の牛乳を飲むと下痢をしてしまう人がヨーグルトと共に牛乳を飲んだ場合、牛乳だけよりも症状が軽減されるとの研究がある。
乳酸菌は体に良いと医学界では推奨されているが、乳製品は飽和脂肪酸を多く含むため、1日の摂取量は約50g以下が推奨されている場合がある。

## 発酵
発酵行程において乳酸菌のL.bulgaricusとS.thermophilusは共生関係にあると報告されている。これは、それぞれの菌単独で発酵させた場合よりも数分の1の短時間で発酵が進むことで分かる。この菌は長期間の共生により、代謝物を相互に利用しあたかも1つの菌のように振る舞う。その結果、ゲノムサイズが縮小するという進化を起こしている。

### 基本的な作り方
単体で種菌を入手し牛乳と混ぜることで作ることもできるが、市販されているプレーン・ヨーグルトに含まれる乳酸菌を使って作ることもできる。したがって、出来の良いヨーグルトを種として取っておき、それを使うこともできる。ただし、雑菌の混入を完全に阻止出来ない一般家庭において植え継ぎ（残ったヨーグルトを続けて種菌として使用し続ける）を行った場合、環境中に常在している乳酸菌が混入し増殖するほか、乳酸菌以外の雑菌として大腸菌(Escherichia coli), Klebsiella aerogenes, Citrobacter freundiiなども増殖する可能性があるが、雑菌の混入は外見からは判断できないとする見解がある。
基本的な作り方は以下のとおりである。ヨーグルトメーカーを使うと作りやすい。
1. 乳を沸騰させ、30度から45度程度（菌種によって異なる）に冷えるのを待つ。
2. 種菌またはヨーグルトを小量混ぜる。
3. 30度から45度程度（菌種によって異なる）で一晩置く（暖かい地方では単に放置する）。65℃の温度で23秒間加熱すれば乳酸菌を殺菌できることが知られている[20]ため、乳が高温すぎると乳酸発酵が行われない。

ブルガリアでは伝統的なヨーグルトはセイヨウサンシュユなどの葉の朝露にいる乳酸菌から作られているが、日本にもあるサンシュユの木の枝を使ってもヨーグルト状のものを作ることができる（ただし、安全かは不明）。
近代的な製法では、温度調整済と殺菌済み原料乳と副原料（脱脂粉乳やバターなど）に培養した種菌（乳酸菌スターター）を加え、40℃から45℃の環境下に一定時間置くことで生産される。プレーンヨーグルトでは一定の状態に達した物を、冷却により発酵を停止しさせ容器への充填を行う。あるいは、加熱殺菌を行い加糖ヨーグルトや果実加工品、低カロリー甘味料などを添加した製品が大量生産される。なお、種菌（菌株）の組合せ、発酵温度、発酵時間、酸素濃度などの調整により異なった特徴を与えることが可能である。
ヨーグルトが固まる原理は、乳内の糖を乳酸菌が分解し作り出した乳酸によって、乳が酸性に傾くことで乳内のカゼインが固まることによる。pH4.6（カゼインの等電点）が最も凝集しやすい。乳酸菌は酸に対してある程度の耐性を持つため、他の酸に弱い雑菌（ブドウ球菌や一部の大腸菌）の増殖を抑えて増殖する。

## 世界のヨーグルト
地域毎に原料乳や製法が異なるため、様々な特徴をもつヨーグルトが存在している。
- ブルガリアのヨーグルトは先住民のトラキア人により始まり、支配者が変わってスラブ人に引き継がれ現代に続いている。ブルガリアでは聖ゲオルギの日である5月6日に家畜の放牧を始めるとともに、家々でヨーグルトを作り始めている[4][24]が、近代的な工場で大量生産された製品も多く流通し、現在でも常時どの家庭でもヨーグルトを料理などに使っている｡また、ヤギの乳を使ったヨーグルトなどいろいろなものが販売されている。素焼きの入れ物に入れて作り、そのまま素焼きの器ごと販売する地域が多いのは、菌がバランスを崩さずに生きるのを助けるためである。この場合、常温のまま販売される。また、素焼きの器は多孔質なので、水分が適度に抜けてヨーグルトがほどよく濃縮されるという効果がある。

凡例
- 地域名：ヨーグルトの名前 - 使われる乳のタイプ
  - 特徴など。

- インド/パキスタン：ダヒ（dahi、ヒンディー語）、ドイ（doi、ベンガル語）、タイール（thair タミル語）、カード（curd、英語） - 牛乳、山羊乳、水牛乳
  - 地方によっては、素焼きの器に入れて作られそのまま売られている。また、地方により味が違う。工業的に作られる物よりも、地方で自家製のものが多く販売されている。
- ネパール：ダヒ（dahi、ネパール語）
- 西スマトラ：ダディ（dadih、インドネシア語） - 水牛乳
- スリランカ：カード（curd、英語） - 牛乳、水牛乳
  - 硬く濃厚な味。素焼きの器に入れて作られて売られる。地方で自家製のものが多く販売されている。
- 中国（青海省）：スアンナイ（酸奶） - 牛乳、ヤク乳[25]
- モンゴル：アイラグ - 馬乳
- 中央アジア：クーミス - 馬乳、ラクダ乳
- アフガニスタン：マースト（māst、ダリー語）
- イラン：レーベン／マースト（māst、ペルシア語） - 牛乳、山羊乳
- イラク：リバン（liban、لبن アラビア語）
- シリア、レバノン、パレスチナ：ラバン（laban、لبن アラビア語）
- エジプト：ザバディ（zabadi、アラビア語） - 牛乳、山羊乳、水牛乳
- グルジア：マツオーニ（matsoni、グルジア語） - 牛乳、山羊乳、羊乳
- アルメニア：マツン（matsun、アルメニア語）
- ギリシャ：ヤウルティ（giaurti、ギリシャ語）
- トルコ：ヨウルト（yoǧurt、トルコ語） - 牛乳、ヤギ乳、羊乳
- ブルガリア：キセロ・ムリャコ（Кисело мляко、kiselo mljako、ブルガリア語） - 牛乳、羊乳
- ロシア：ケフィール（kefir） - スメタナ（Smetana-ロシア語） -牛乳
- 北スペイン：クァハダ（cuajada）/マミヤ（mamiya） - 牛乳、山羊乳
- スカンジナビア半島：テッテ - 牛乳、脱脂乳
  - より濃厚なヨーグルト。素焼きの器に作られ売られる。普通のヨーグルトとは区別されて売られている。

### カルグルト
カルグルトは、皇室で食されるヨーグルトで、発酵には皇室専用の菌を使い、牛乳はジャージー種とホルスタイン種の低温殺菌牛乳をミックスさせて作られ、水で割って飲まれている。

## ヨーグルトを使用した料理・食品

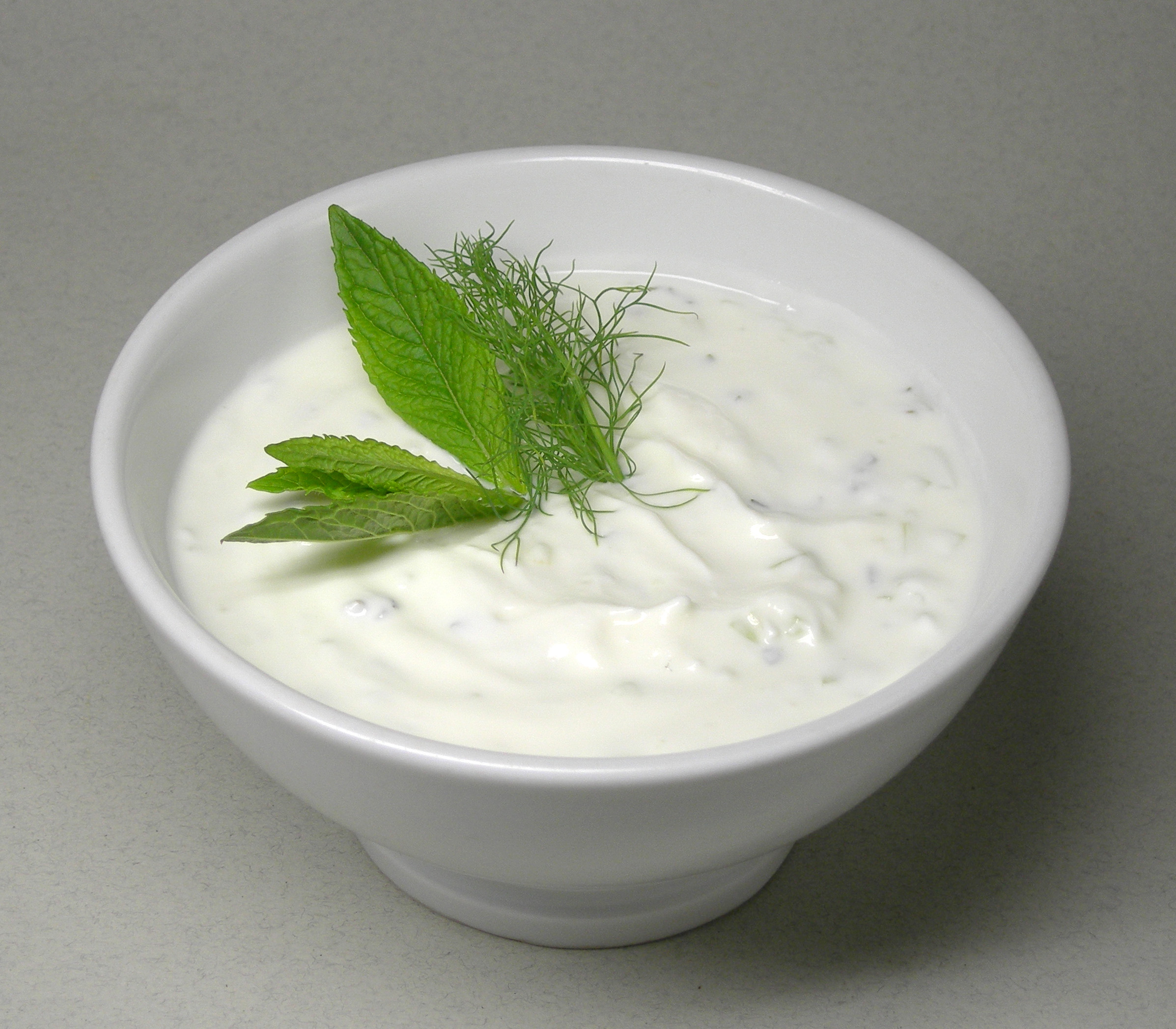
トルコ料理のヨーグルトソース、ジャジュク（cacık）。ギリシャのザジキなどと類似した料理

欧米や東アジアではデザートとして食べることが多いが、南アジア、中央アジア、カフカース、中東では塩味の料理に頻繁に用いられる。煮込み料理に加えたり、野菜と和えるほか、タンドリーチキンのマリネやケバブのソースにも使われる。
世界各地には、インドのラッシーやトルコのアイランなど様々なヨーグルト飲料が存在する。欧米ではスムージーに加えたり、氷菓（フローズンヨーグルト）の素材とすることもある。
イランの「カシュク（Kashk）」、アフガニスタンの「クルート（Qurūt）」、アラブ人の「ラバナ（Labanah）」など、ヨーグルトを脱水加工した保存食品もある。

### ヨーグルトを使用した料理・食品
- ザジキ（ギリシャ、キプロス）
- ムサカ（バルカン半島）
- ライタ（インドなど。刻んだ野菜とスパイスをヨーグルトに加えた料理）

## 日本におけるヨーグルトの普及
日本国内では明治20年代、ヨーグルトは「凝乳」の呼び名で牛乳の残りを利用した整腸剤として販売されており、名のあるものでは1912年、東京の阪川牛乳店により「ケフィール」という滋養食品が開発されている。そして1915年、広島市のチチヤス乳業がヨーグルトの名称で販売をおこなったが、工業生産され一般に普及したのは戦後であり、1950年に明治乳業から発売された「ハネーヨーグルト」（瓶入り）が知名度を大いに高めた。
ヨーグルトは、発売開始当初は牛乳瓶と同じ瓶に入れられて販売されていたが、消費者の目には「腐ったミルク」「固まったミルク」と見られてしまい、販売業者にクレームが出たことから、牛乳との誤解を避けるため、前述の「ハネーヨーグルト」を経て1975年以降は、徐々に紙容器等を経て現在の形状のテトラパックやプラスチック容器に入れて販売されるようになっていった。
初期のヨーグルトは寒天やゼラチンで固められガラス瓶に充填されたハードタイプで、プレーンタイプの普及は特有の酸味と香りにより普及が進まず、受け入れられるまで期間が必要であった。
なお、日本の明治乳業は、イリヤ・メチニコフの誕生日の5月15日を「ヨーグルトの日」と制定している。
日本のトップブランドである明治ブルガリアヨーグルトは、ブルガリアのヨーグルトよりも酸味が抑えめで甘いとの意見がある。

### 種類

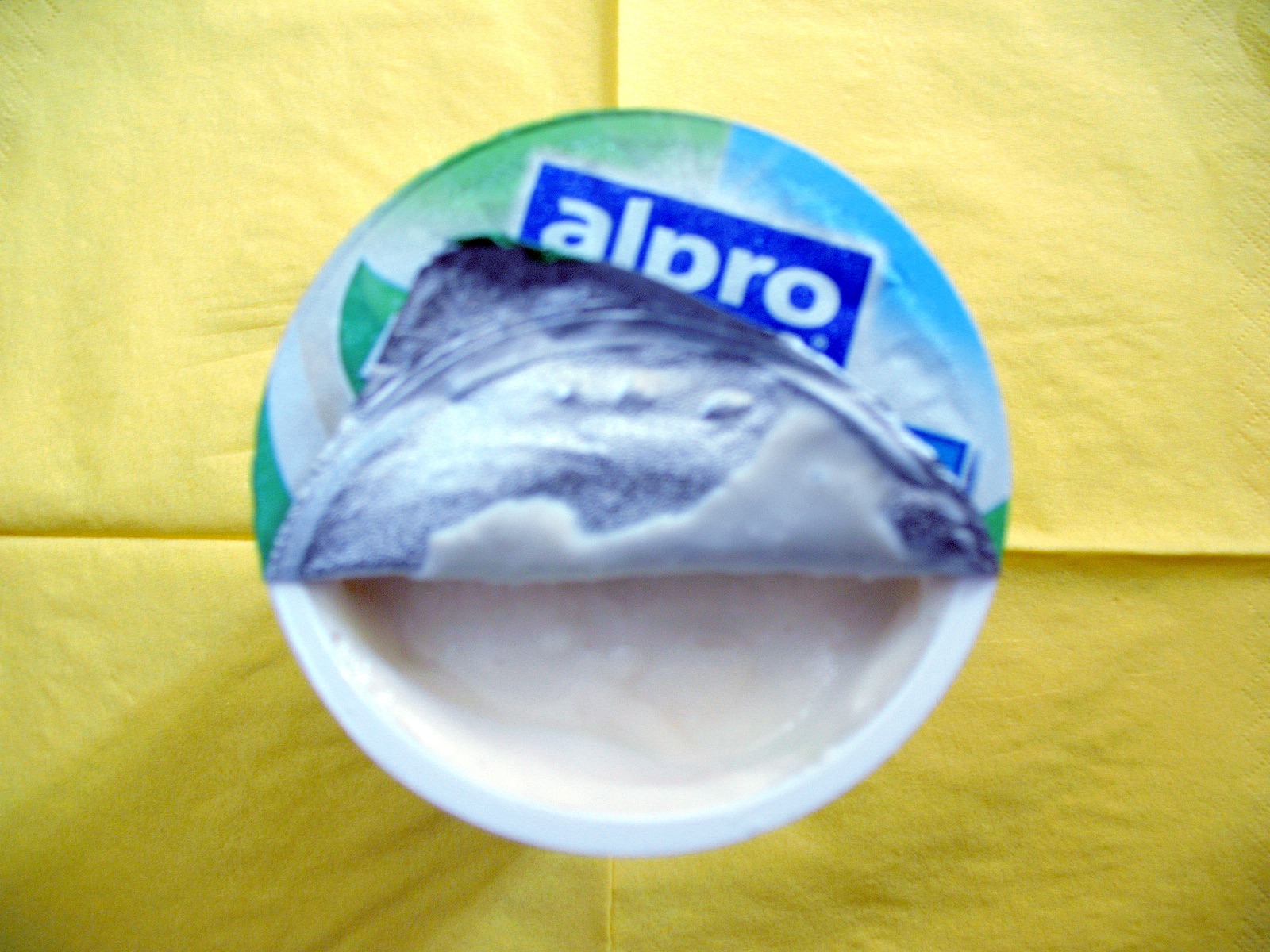
Alpro soya yogurt

市販のヨーグルトは以下の種類に分けられる。
製法では容器に充填してから発酵させるハードタイプなヨーグルトとなる後発酵と、タンク内で発酵させたのちに容器に充填するソフトタイプなヨーグルトとなる前発酵がある。
プレーンヨーグルト
生乳や脱脂粉乳、クリーム、乳タンパクなどの乳製品のみを調合し発酵させたタイプ。後発酵のハードヨーグルトが多いが前発酵を用いたソフトヨーグルトタイプもある。
ハードヨーグルト
固形のヨーグルト。甘味料や果肉などが加わる。後発酵タイプと、前発酵タイプがある。前発酵タイプでは寒天やゼラチンなどのゲル化剤で固めてハードタイプとする。
ソフトヨーグルト
前発酵でタンクで発酵させたあとカードを破砕、撹拌し半流動性を持たせたもの。撹拌中に果肉などを混合させる。
フローズンヨーグルト
アイスクリームのように前発酵のヨーグルトをフリージングしたもの。
ドリンクヨーグルト
前発酵のヨーグルトを均質機などで細かく砕いて液状にしたもの。
パウダーヨーグルト
乾燥させ粉末化したヨーグルト。水で希釈して飲料としたり、またはそのまま使い調理に用いる、原料がヨーグルトだけで出来たタイプと、増粘剤などを添加し牛乳に加えることで短時間で通常のヨーグルト状に固めることを目的としたタイプがある。
動物乳を主原料としないヨーグルト

大豆ヨーグルト（Soy yogurt）には、大豆豆乳とブルガリアヨーグルトにもつかわれているストレプトコッカス サーモフィルスとラクトバチルス ブルガリクスが使われる。
2012年現在は、大型（400 - 500グラム前後）のプレーンタイプのものと、70 - 100グラム前後の個食用プラスチック容器に入った加糖・味付きタイプの2種類が主に流通している他、150 - 200グラムのタイプのものも。また、一部には往年の「ハネーヨーグルト」のようなガラス瓶（大雑把には牛乳瓶を太くして口を広げ、高さを縮めた形のもの）など様々な形状で販売されている。
| メーカー   | ヨーグルト                   | 菌株                                                                                          |
| ---------- | ---------------------------- | --------------------------------------------------------------------------------------------- |
| 明治       | ブルガリア ヨーグルト        | ラクトバチルス・デルブルエッキイー・ブルガリクス 2038、ストレプトコッカス サーモフィルス 1131 |
| 明治       | LG21                         | ラクトバチルス ガセリLG21                                                                     |
| 明治       | R-1                          | ラクトバチルス・デルブルエッキイー・ブルガリクス OLL 1073R-1                                  |
| 明治       | PA-3                         | ラクトバチルス ガセリ PA-3                                                                    |
| 森永       | ビヒダス                     | ビフィドバクテリウム ロングム BB536                                                           |
| 雪印       | ナチュレ                     | ラクトバチルス ガセリ SP、ビフィドバクテリウム ロングム SP                                    |
| フジッコ   | カスピ海ヨーグルト           | ラクトコッカス ラクティス サブスピーシーズ クレモリス FC、アセトバクター・オリエンタリス      |
| ヤクルト   | ソフール                     | ラクトバチルス ガゼイ シロタ                                                                  |
| メイトー   | LKM512                       | ビフィドバクテリウム LKM512                                                                   |
| タカナシ   | LGG                          | ラクトバチルス ラムノーザス GG                                                                |
| オハヨー   | 生乳ヨーグルト               | ラクトバチルス アシドフィラス L-55                                                            |
| オハヨー   | ロイテリヨーグルト           | ラクトバチルス・ロイテリ                                                                      |
| ルナ       | バニラヨーグルト             | ビフィドバクテリウム HN019、ラクトバチルス プランタラム HSK201                                |
| ダノン     | BIO                          | ビフィドバクテリウム BIO                                                                      |
| カルピス   | 届く強さの乳酸菌             | プレミアガセリ菌CP2305                                                                        |
| 四国乳業   | 8020ヨーグルト               | ラクトバチルスラムノーザス KO3                                                                |
| 小岩井乳業 | プラズマ乳酸菌のむヨーグルト | プラズマ乳酸菌 （ラクトコッカス・ラクティスの株の一つ）                                       |